# Argiope luzona
Argiope luzona là một loài nhện trong họ Araneidae.
Loài này thuộc chi Argiope. Argiope luzona được Charles Athanase Walckenaer miêu tả năm 1842.